# Senhor de Mossâmedes
Senhor de Mossâmedes, por vezes Moçâmedes, é uma mercê (e depois título nobiliárquico) criada por Martín Vázquez de Acuña (que antes de emigrar para Castela se chamava Martim Vasques da Cunha), 1.º Conde de Valencia de Don Juan, em 17 de maio de 1389, em favor de Gonçalo Pires de Almeida. Esta mercê foi feita sob a forma de "doação de juro e herdade da terra e celeiro de Mossâmedes, na freguesia de São Miguel do Mato, julgado de Lafões".
D. João I confirmou esta doação, já sob a forma de senhorio da terra de Mossâmedes, ao filho de Gonçalo Pires, João de Almeida, por carta de 30 de janeiro de 1410.
Titulares
1. Gonçalo Pires de Almeida, 1.º Senhor de Mossâmedes de juro e herdade;
2. João de Almeida, 2.º Senhor de Mossâmedes de juro e herdade;
3. João Luís de Almeida, 3.º Senhor de Mossâmedes de juro e herdade;
4. Luís de Almeida, 4.º Senhor de Mossâmedes de juro e herdade;
5. Luís de Almeida, 5.º Senhor de Mossâmedes de juro e herdade;
6. Luís de Almeida e Vasconcelos, 6.º Senhor de Mossâmedes de juro e herdade;
7. Rodrigo de Almeida e Vasconcelos, 7.º Senhor de Mossâmedes de juro e herdade;
8. Manuel de Almeida e Vasconcelos, 8.º Senhor de Mossâmedes de juro e herdade;
9. Manuel Pereira de Almeida e Vasconcelos, 9.º Senhor de Mossâmedes de juro e herdade;
10. Luís de Almeida e Vasconcelos, 10.º Senhor de Mossâmedes de juro e herdade;
11. Brás de Almeida e Vasconcelos, 11.º Senhor de Mossâmedes de juro e herdade;
12. José Manuel de Almeida e Vasconcelos, 12.º Senhor de Mossâmedes de juro e herdade;
13. José de Almeida e Vasconcelos, 13.º Senhor de Mossâmedes de juro e herdade e 1.º Barão de Mossâmedes de juro e herdade e 1.º Visconde da Lapa.